# تدبیر الصبیان
تدبیر الصبیان یا «رساله فی امراض الاطفال والعنایه بهم» یکی از رساله‌های طبی زکریای رازی است که نسخه عربی آن مفقود شده و در دسترس نیست و در سال ۱۹۷۱ پزشکی به نام ساموئل رادبیل اقدام به انتشار ترجمه انگلیسی آن از روی متن ایتالیایی کهنی نموده و در مجله «بیماری‌های کودکان آمریکا» منتشر ساخت. این امر باعث شد تا یکی از پزشکان عراقی به نام دکتر محمود حاج قاسم، ترجمه انگلسی را مجدداً به عربی ترجمه نموده و در اختیار جوامع اسلامی قرار دهد.
ترجمه فارسی این کتاب در سال ۱۳۹۱ تحت عنوان «رساله پزشکی کودکان» منتشر شد. مترجم در مقدمه پس از ذکر مطالبی درباره رازی و کتاب پزشکی کودکان، ترجمه فارسی کتاب را به همراه متن عربی آن منتشر ذکر می‌نماید.